# بوباكاري ديارا
بوباكاري ديارا (بالفرنسية: Boubakary Diarra)‏ هو لاعب كرة قدم مالي في مركز الوسط، ولد في 30 أغسطس 1993 في فيلبانت في فرنسا. لعب مع نادي تونديلا.

## وصلات خارجية
- بوباكاري ديارا على موقع قاعدة بيانات كرة القدم.إي يو (الإنجليزية)
- بوباكاري ديارا على موقع Soccerway.com (الإنجليزية)
- بوباكاري ديارا على موقع عالم كرة القدم.نت (الإنجليزية)